# Юозапавичюс, Станисловас Юозович
Станисловас Юозович Юозапавичюс — советский хозяйственный, государственный и политический деятель.

## Биография
Родился в 1921 году. Член КПСС.
Участник Великой Отечественной войны, боец 16-й Литовской стрелковой дивизии, партизан Литовского штаба партизанского движения. С 1944 года — на хозяйственной, общественной и политической работе. В 1944—1981 гг. — заместитель председателя Вильнюсского горисполкома, заместитель председателя Клайпедского горисполкома, председатель Таурагского уисполкома, слушатель Высшей партийной школы при ЦК ВКП(б), председатель Шяуляйского облисполкома, инспектор ЦК КП Литвы по Каунасской группе районов, председатель колхоза «Кравена» Кайшядоского района, заместитель министра сельского хозяйства Литовской ССР.
Избирался депутатом Верховного Совета Литовской ССР 3-го созыва.
Умер в Вильнюсе в 1981 году.